# Пудовой
Пудовой — хутор в Неклиновском районе Ростовской области.
Входит в состав Васильево-Ханжоновского сельского поселения.

## Население
| 2010 |
| ---- |
| 177  |

## Улицы
| - ул. Гагарина, - ул. Набережная, | - ул. Октябрьская, - ул. Пролетарская. |